# José María Ponce
José María Ponce y Almiñana, né à Cadix (Espagne) le 31 mars 1830, mort à Lima (Pérou) le 14 juillet 1872, était un matador espagnol.

## Présentation
Selon la légende, José María Ponce se serait fait matador pour l'amour d’une sœur des célèbres banderilleros « El Lillo » et « El Cuco » ; ceux-ci auraient exigé, pour qu’ils consentent au mariage, qu’il se fasse matador.
Il commence sa carrière comme banderillero, dans toutes les places d’Andalousie. Il prend une première alternative à Madrid (Espagne) le 3 août 1856, alternant avec « El Salamanquino » dans la lidia de quatre taureaux de Don Justo Hernández, suivie de celle de quatre autres de Don Gaspar Muñoz, combattus par « Desperdicios » et « El Panadero ». Le 2 octobre 1859, il prend une seconde alternative à Séville (Espagne), avec comme parrain « Desperdicios ».
Le 2 juin 1872, dans les arènes de Lima (Pérou), il est gravement blessé par un taureau de la ganadería de Bujama. Il meurt à Lima le 14 juillet suivant.